# Gottfried von Ghemen

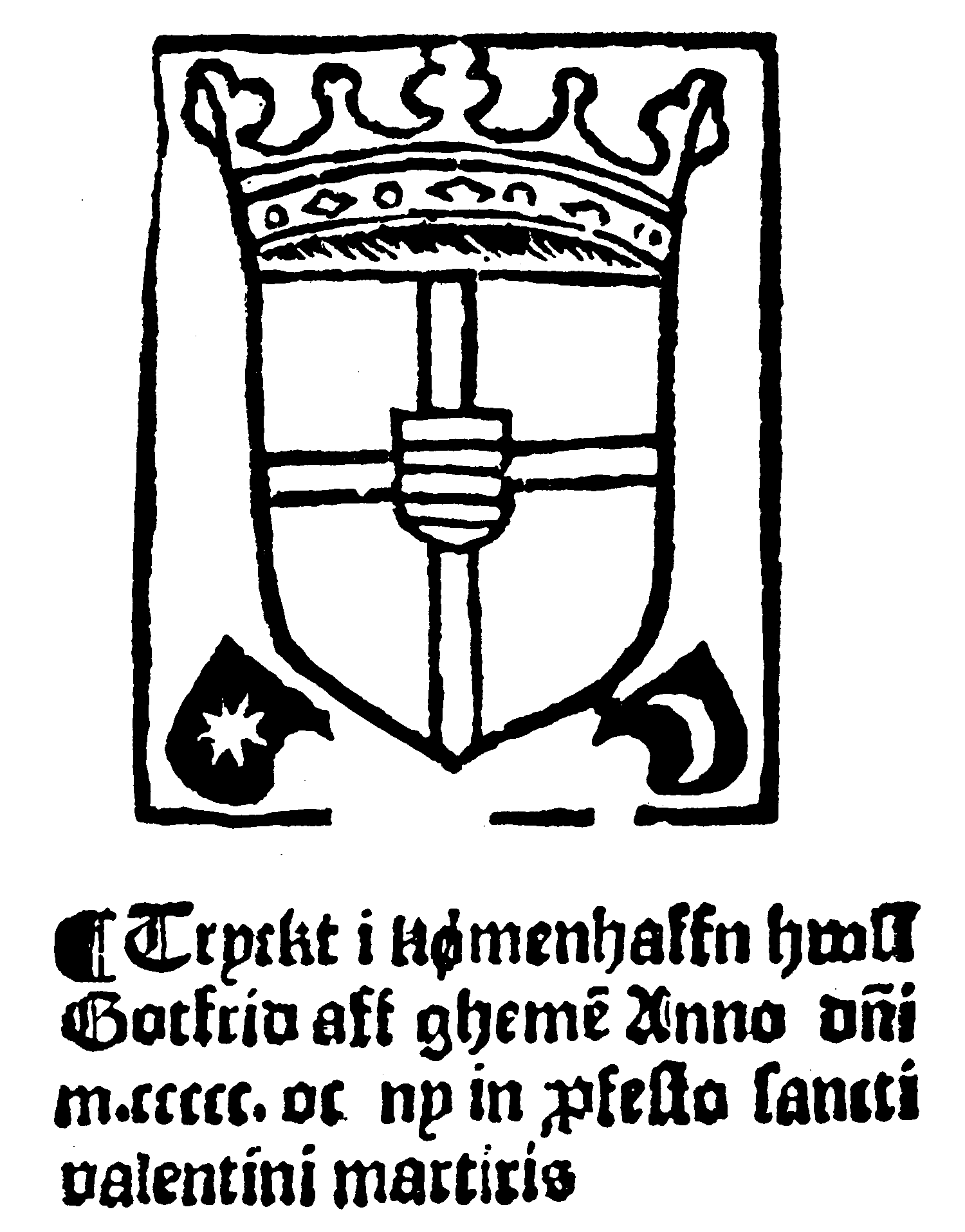
Druckermarke von Ghemens

Gottfried von Ghemen (auch: Govert van Ghemen, dän. Gotfred af Ghemen) († um 1510) war ein niederländischer Buchdrucker, der vorwiegend in Kopenhagen tätig war.
Gottfried von Ghemen war zunächst von 1486 bis 1489 Buchdrucker in Gouda und kam anschließend nach Kopenhagen, wo er eine erste Offizin eröffnete. Er ist in Kopenhagen mit Schaffensperioden von 1493 bis 1495 und 1505–10 nachweisbar, also bis zu seinem vermuteten Todesjahr. Es sind etwa 25 von ihm in Latein oder Dänisch gedruckte Werke bekannt, so das erste in dänischer Sprache gedruckte Buch Den danske Rimkrønike (Die dänische Reimchronik), das 1495 in Kopenhagen erschien. Es ist die einzige bekannte Inkunabel in einer skandinavischen Sprache.